# Чёрное (озеро, Сиковицкая волость)
Чёрное или Вязковское — озеро в Сиковицкой волости Струго-Красненского района Псковской области. По северному побережью проходит граница с Плюсским районом.
Площадь — 8,75 км² (875 га, с островами — 8,94 км²). Максимальная глубина — 5,2 м, средняя глубина — 2,4 м.
На берегу озера расположена деревня Загромотье (Плюсский район), к северу от которой — деревня Вязка (Плюсский район), которая даёт второе название озеру. Ближайшая крупная деревня — Ждани (Стругокрасненский район) — расположена к западу.
Проточное. Из озера вытекает река Чёрная, приток реки Плюсса.
Тип озера плотвично-окуневый с уклеей. Массовые виды рыб: щука, плотва, окунь, карась, вьюн, уклея.
Для озера характерны низкие заболоченные берега, в прибрежье — лес и болото, также есть участки с песком и заиленным песком, по всему озеру преобладает ил, сплавины, коряги. На озере расположен один остров площадью 19 га.